# 恩德地納普火山
恩德地納普火山是一座位於印度尼西亞弗洛勒斯島的火山，其類型為火山噴氣孔田，位在島上中部偏東的區域，周邊有著包含泥溫泉和高壓間歇泉等地熱活動。根據其地熱活躍性，此處被列為活火山。